# Tanasevitchia
Tanasevitchia là một chi nhện trong họ Linyphiidae.